# Tor (enota)
Tor (simbol: Torr) je enota za tlak, definirana kot ⁠1/760⁠ standarne atmosfere, kar je enako ⁠101325/760⁠ paskala (≈ 133,32 Pa).
Zgodovinsko je bil tor definiran kot enak enemu milimetru živega srebra, zaradi kasnejših redefinicij obeh enot pa se zdaj malenkostno razlikujeta. Tor ni sestavni del mednarodnega sistema enot (SI), se pa za izražanje delov in mnogokratnikov uporabljajo standardne predpone SI.
Enota je poimenovana po italijanskem fiziku in matematiku Evangelisti Torriceliju, ki je odkril osnovo za delovanje barometra in podal prvo moderno razlago za zračni tlak. Leta 1644 je javnosti predstavil prvi barometer, ki je uporabljal živo srebro. 
Kot enota se tor zapisuje z majhno, kot simbol pa z veliko začetnico (npr. mTorr).